# Popeye (film)

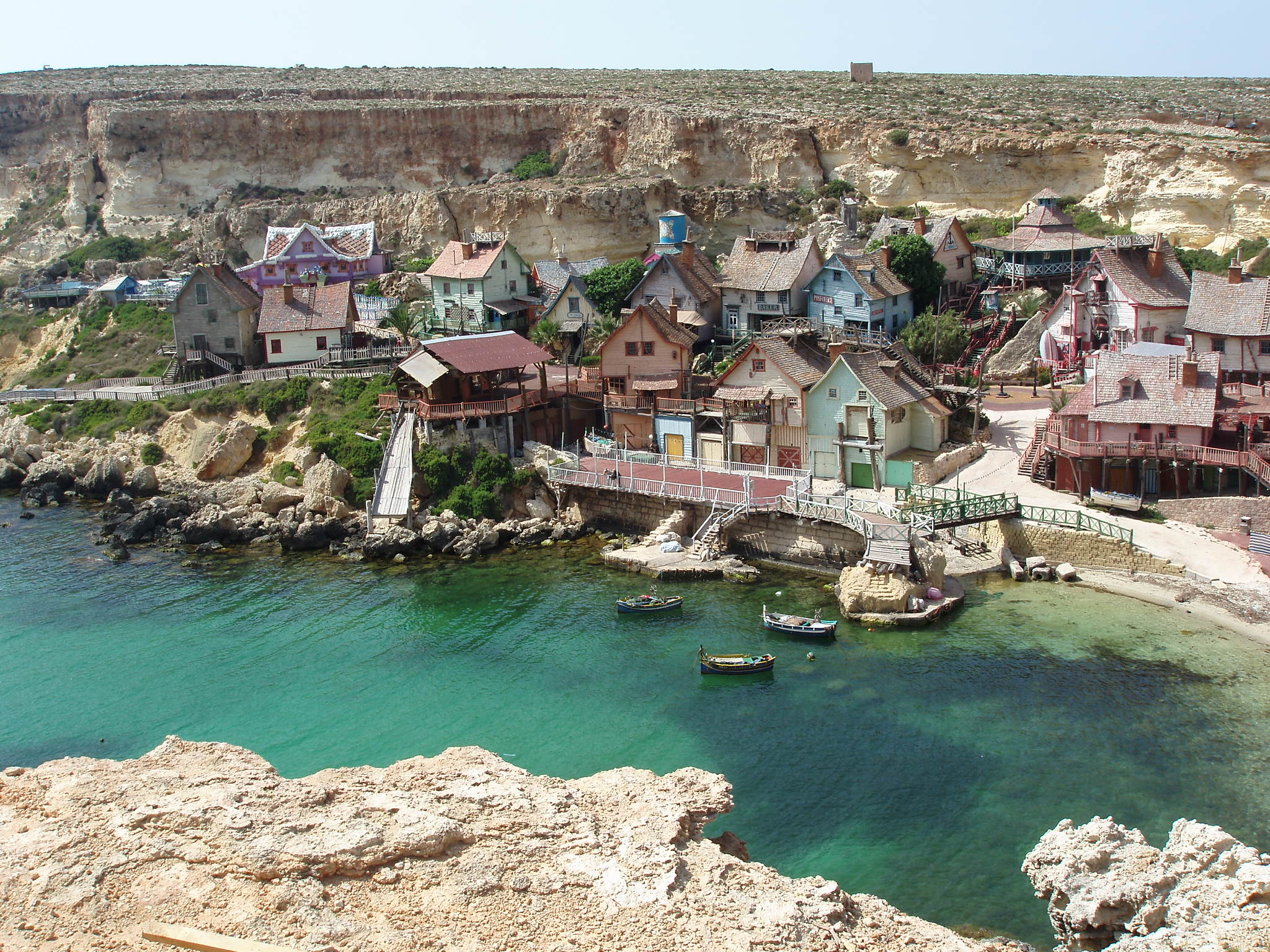
Popeye Village, osada na Malcie specjalnie zbudowana na potrzeby filmu.

Popeye – amerykańska komedia musicalowa wyreżyserowana w 1980 roku przez Roberta Altmana na adaptacji powieści E.C. Segara. Główne role grali Robin Williams i Shelley Duvall. Premiera miała miejsce w Grauman’s Chinese Theatre w Los Angeles.

## Fabuła
Nieustraszony marynarz Popeye przybywa do miasteczka Sweethaven w poszukiwaniu długo niewidzianego ojca. Zatrzymuje się w pensjonacie rodziny Oyl, której córka, Olive, jest zaręczona z kapitanem Blutem. Popeye wkrótce zakochuje się w Olive, co nie podoba się jej chłopakowi, w związku z czym Popeye i Bluto rywalizują o jej względy. Popeye w walce z odwiecznym rywalem używa szpinaku, po zjedzeniu którego nabiera ogromnej siły.

## Obsada
- Robin Williams – Popeye
- Shelley Duvall – Olive Oyl
- Ray Walston – Poopdeck Pappy
- Paul Dooley – J. Wellington Wimpy
- Paul L. Smith – Bluto
- Richard Libertini – George W. Geezil
- Donald Moffat – The Taxman
- MacIntyre Dixon – Cole Oyl
- Roberta Maxwell – Nana Oyl
- Donovan Scott – Castor Oyl
- Allan F. Nicholls – Rough House
- Wesley Ivan Hurt – Swee'Pea
- Bill Irwin – Ham Gravy
- Robert Fortier – Bill Barnacle
- David McCharen – Harry Hotcash
- Sharon Kinney – Cherry
- Peter Bray – Oxblood Oxheart
- Linda Hunt – Oxheart
- Geoff Hoyle – Scoop
- Wayne Robson – Chizzelflint
- Larry Pisoni – Chico
- Carlo Pellegrini – Swifty
- Klaus Voormann – Von Schnitzel
- Dennis Franz – Spike
- Carlos Brown – Slug

## Produkcja
Zdjęcia do filmu kręcono w Popeye Village, wiosce turystycznej na Malcie w gminie Mellieħa, nad zatoką Anchor Bay, którą zbudowano na potrzeby filmu. W dalszym ciągu jest otwarta dla turystów i jest jedną z atrakcji turystycznych Malty.

## Piosenki
- Sweethaven—An Anthem
- Blow Me Down
- Everything Is Food
- He's Large
- I'm Mean
- Sailin'
- I Yam What I Yam
- He Needs Me
- Swee'Pea's Lullaby
- It's Not Easy Being Me
- Kids
- I'm Popeye the Sailor Man

## Nagrody i nominacje
Saturn
- Nagrody Saturn 1980: Najlepszy film fantasy (nominacja)[3]